# Birrificio Angelo Poretti
Il Birrificio Angelo Poretti è un birrificio italiano situato nel comune di Induno Olona. In seguito a varie acquisizioni il nome è diventato un marchio appartenente a Carlsberg Italia S.p.a., società facente parte del gruppo Carlsberg.

## Storia

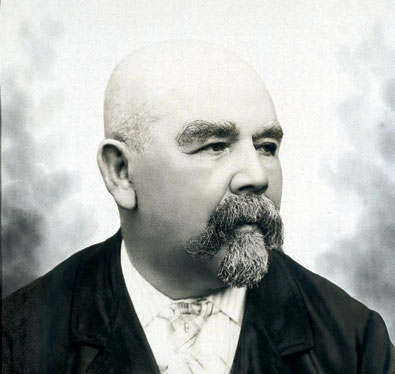
Angelo Poretti

### La fondazione
L'azienda viene fondata da Angelo Poretti, originario di Vedano Olona, ma con tanti anni passati tra Austria, Germania e Boemia, dove aveva iniziato a lavorare come manovale nelle ferrovie imperial-regie, riuscendo poi ad arricchirsi, divenendo l'appaltatore di alcune linee ferroviarie. Tornato in Italia in compagnia della moglie Franziska Peterzilka e del mastro birraio Emanuel Anger, nel 1876 acquista un'area industriale dismessa, in precedenza sede dell'Amideria del Dones e la trasforma in birrificio, facendo arrivare dall'estero i macchinari necessari. Dall'estero provengono anche le materie prime utilizzate, in special modo il luppolo; l'acqua utilizzata proviene invece dalla fonte chiamata fontana degli ammalati situata a pochi metri dal birrificio ed acquistata dallo stesso Poretti.
Il 26 dicembre 1877 viene prodotta la prima birra, una lager bionda di stile Pilsener. Nel febbraio 1878 inizia la produzione regolare della birra, che veniva poi servita nella birreria aperta per lo scopo da Poretti a Varese in piazza Beccaria, ma anche in altre zone d'Italia. Nel luglio dello stesso anno viene aperto un deposito nella città di Novara. Nel 1881 la birra Poretti partecipa all'esposizione nazionale di Milano. Il successo della birra porta Angelo Poretti a diventare, nel 1884, presidente del Comitato Permanente dell'associazione fra i birrai italiani.

### I successori di Poretti
Angelo Poretti muore nel 1901 senza aver avuto figli; alla guida del birrificio gli subentrano i quattro nipoti: i fratelli Angelo e Tranquillo Magnani, Edoardo Chiesa e Francesco Bianchi, i quali procedono a far rinnovare il sito produttivo tra il 1905 e il 1912 ad opera dello studio di architetti tedesco Bihl e Woltz secondo i dettami dello Jugendstil: nel 1906 viene costruita un'altra ala del complesso, denominata a pettine a causa del tetto. L'anno successivo viene terminata la realizzazione della seconda galleria di ferro, che poi crollerà nell'inverno 1912 a causa delle gelate. Nello stesso anno viene effettuato l'innalzamento della sede di lavorazione a cui si aggiunse la torre per le scale, che, inizialmente, non era stata prevista dai progettisti.
Nel 1922 l'impresa si trasformò in società per azioni raccogliendo il capitale necessario a finanziare nuovi lavori al sito produttivo, poi portati a termine da Alfred e Richard Bihl, figli dell'architetto che si era occupato dei lavori precedenti. La grande depressione, scoppiata nell'autunno del 1929, la prematura scomparsa di due dei nipoti succeduti ad Angelo Poretti e il tentativo fallito di espandersi in Tripolitania con la costituzione della società delle Ghiacciaie della Tripolitania, portano però lo storico birrificio sull'orlo della chiusura.

### Il cambio di proprietà
Nel 1939 la famiglia Bassetti, già proprietaria del birrificio Spluga di Chiavenna, acquista il birrificio rilanciandone l'attività. Nel 1940 la sede amministrativa viene portata a Milano, mentre restano a Induno Olona la sede legale e lo stabilimento. Sotto la guida di Giannino Bassetti e, poi, del figlio Aldo, a partire dal 1950, tutta la produzione del birrificio Spluga viene trasferita a Induno Olona. Nel 1954 anche la sede sociale si sposta a Milano, in via Barozzi 5. Nel 1969 viene lanciato il marchio “Splügen Bock” (protagonista tra l'altro di uno spot diretto da Ermanno Olmi) e le prime birre “dry”.
Nel 1973 l'azienda si espande ulteriormente acquistando la birreria Henmed di Ceccano, tuttavia la crisi economica scoppiata nello stesso anno pone di nuovo il birrificio sull'orlo del fallimento.

### Il Gruppo Carlsberg
Nel 1975 le Industrie Poretti firmano un accordo con la multinazionale danese United Breweries A/S (che di lì a breve prenderà il nome di Carlsberg Breweries), che prevede la produzione e la commercializzazione dei marchi Tuborg e Carlsberg in Italia. Nel 1982 il gruppo Carlsberg acquista dalla famiglia Bassetti il 50% del pacchetto azionario dell'impresa, seguito nel 1998 da un ulteriore 25% del capitale arrivando così a detenerne il 75%. A seguito di questo passaggio di proprietà del pacchetto azionario le Industrie Poretti cambiano denominazione in Carlsberg Italia Spa. Nel 2002 il gruppo danese acquista il restante 25% e ottiene così la piena proprietà dell'impresa di Induno Olona. Nel 2015 la birra Poretti viene scelta come birra ufficiale del Padiglione Italia all'Expo.

## Le birre

### Treluppoli (3 Luppoli - ex marchio Splügen)

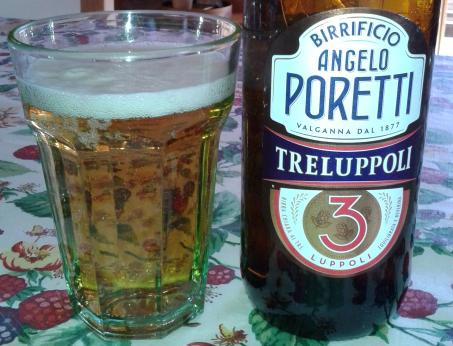
Angelo Poretti Treluppoli

Treluppoli (3 Luppoli) è una birra Lager, commercializzata con il nome Treluppoli, in precedenza nota con il nome Splügen.
Grado Alcolico: 4.8% VOL

### 4 Luppoli Originale
La Poretti chiara Originale (4 Luppoli) è una birra Lager a bassa fermentazione.
Grado Alcolico: 5% VOL

### 5 Luppoli Bock Chiara
La 5 Luppoli Bock Chiara è una birra doppio malto.
Grado Alcolico: 6,5% VOL

### 6 Luppoli Bock Rossa
La 6 Luppoli Bock Rossa è una birra doppio malto.
Grado Alcolico: 6,5% VOL

### 7 Luppoli Non Filtrata
Birra stagionale, una birra per ogni stagione prodotta con la raccolta del luppolo nella corrispettiva stagione: "L'affumicata" invernale, "L'esotica" estiva, "La Fiorita" primaverile e "La Mielizia" autunnale.
Grado Alcolico rispettivamente di: 7,0 - 5,6 - 5,3 - 6,3% VOL

### 8 Luppoli Saison Chiara
La Saison chiara numerata 8 Luppoli è una birra in stile saison commercializzata in bottiglie da 75 cl e con una gradazione alcolica del 6,0%

### 9 Luppoli Witbier, Porter, India Pale Ale
Tre varianti denominate "9 Luppoli" , commercializzate in lattine da 33 cl e con una gradazione alcolica rispettivamente di 5,2, 5,5 e 5,9% Vol

### 10 Luppoli Le Bollicine
Commercializzata in bottiglie da 75 cl e con una gradazione alcolica del 6,0%

### 10 Luppoli Le Bollicine Rosé
Commercializzata in bottiglie da 75 cl e con una gradazione alcolica del 6,0%

### Angelo Pale Ale
Birra ambrata in stile Pale Ale
Grado Alcolico: 6,5% VOL

### Angelo Brown Ale
Birra scura in stile Brown Ale
Grado Alcolico: 6,5% VOL

### Angelo Blanche
Birra chiara in stile Blanche
Grado Alcolico: 6,0% VOL